# Varekai

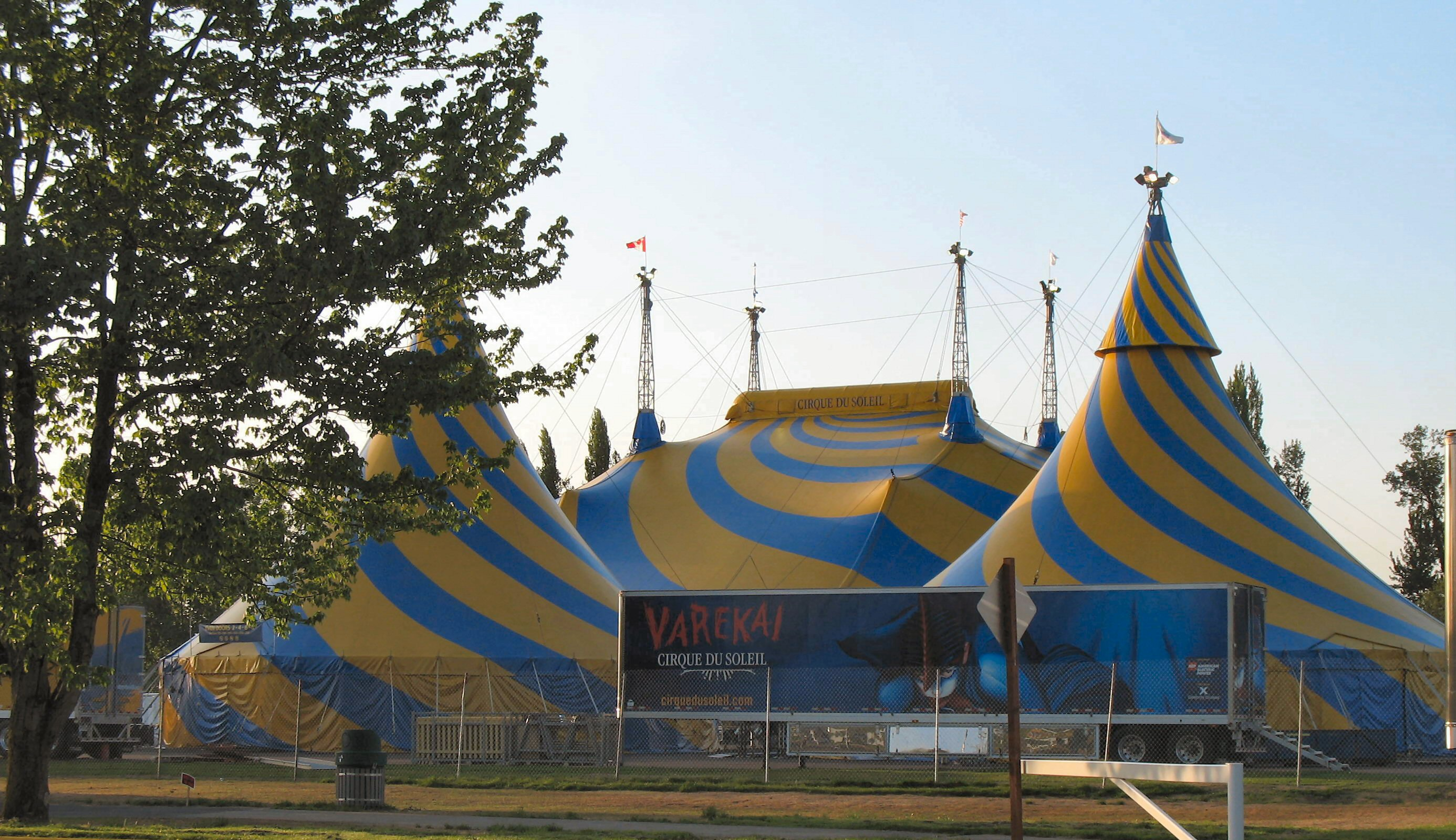
Шатёр Varekai в 2006 году

Varekai — шоу Cirque du Soleil («Цирка Солнца»), премьера которого состоялась в 2002 году, в Монреале. Шоу позиционируется как «акробатическая дань кочевникам» (varekai на языке цыган означает «где бы то ни было», «где угодно»). Сюжет основывается на древнегреческом мифе об Икаре, потерявшем свои крылья, скреплённые воском, приблизившись слишком близко к солнцу. В отличие от мифического героя, утонувшего в море, здесь Икар попадает в густую чащу леса, где сказочные существа помогают ему заново научиться летать.
Костюмы разработала японский дизайнер, обладательница премии «Оскар» Эйко Исиока. Хореографы: 	Michael Montanaro,
Bill Shannon.

## Музыка
Композитор Виолен Корради / Violaine Corradi соединила вместе мелодии гавайских ритуальных танцев, песни трубадуров южной Франции XI века, народные армянские мелодии, церковные песнопения и современные аранжировки. Вся музыка в представлении исполняется семью музыкантами (главный дирижёр, клавишные — Бригитт Ларошель / Brigitte Larochelle (Канада), клавишные — Дениз Рэчел / Denise Racel (Канада), ударные — Поль Баннерман / Paul Bannerman (Канада), перкуссия — Рафик Самман / Rafik Samman (Канада), духовые инструменты — Крис Руа / Chris Rua (США), скрипка — Вук Кракович / Vuk Krakovic (Сербия), бас-гитара — Лоран Годэ (Канада)) и двумя певцами (Старейшина — Крег Дженнингс / Craig Jennings (США), Муза — Изабель Корради / Isabelle Corradi (Канада)). Некоторые композиции спокойные и грустные, в то время как другие энергичные и ритмичные. Каждая из композиций отражает настроение соответствующего действия на сцене.

## Персонажи
- Икар (Icare): после трагического падения, невинный и хрупкий, к тому же, раненый Икар попадает в сердце загадочного леса, где его встречают живущие там существа. Будучи сообразительным, искусным и чувствительным, подобно ангелу, однажды он снова взлетает к небесам. Он празднует своё возвышение духа, своё постепенное воскрешение.
- Невеста (La Promise): Странно завуалированное существо, экзотическое создание, невеста Икара, покорившее его чувственностью и красотой. Она становится для Икара путеводной звездой, выражением наслаждения свободой. Балансируя между ветками тростника, она поразила его своей потрясающей грацией, силой и гибкостью.
- Хромой Ангел: хромой влюбленный, грустный и одинокий, судорожно, скачкообразно танцующий на костылях, он вдохновляет молодого парня превозмочь себя и снова начать летать. Этот персонаж исполняет сольный танец на костылях.
- Астроном (La Vigie): Сумасшедший учёный и гениальный изобретатель, коллекционер воспоминаний, охотник за звуками и укротитель облаков, умеющий читать знаки. Он учит молодого Икара как выживать среди бушующих вулканов и наслаждаться новой любовью.
- Ведущий: Он же - Призрак Хромого Ангела, Колдун-Провокатор, Укротитель Тени, Опекун Огня, и партнёр Астронома в комическом дуэте.

## Номера
- Звуковая машина : Астроном испытывает своё изобретение - "Звуковую машину". Его раздражают громкие звуки, и мимы загоняют их в изобретение Астронома. Среди звуков фигурируют звуки самолёта, бензопилы и мобильного телефона. Этот юмористический номер дублирует стандартное предупреждение "Не фотографируйте со вспышкой, не пользуйтесь мобильными телефонами, пожалуйста!" в прелюдии к спектаклю. Varekai Цирка Солнца в Мельбурне

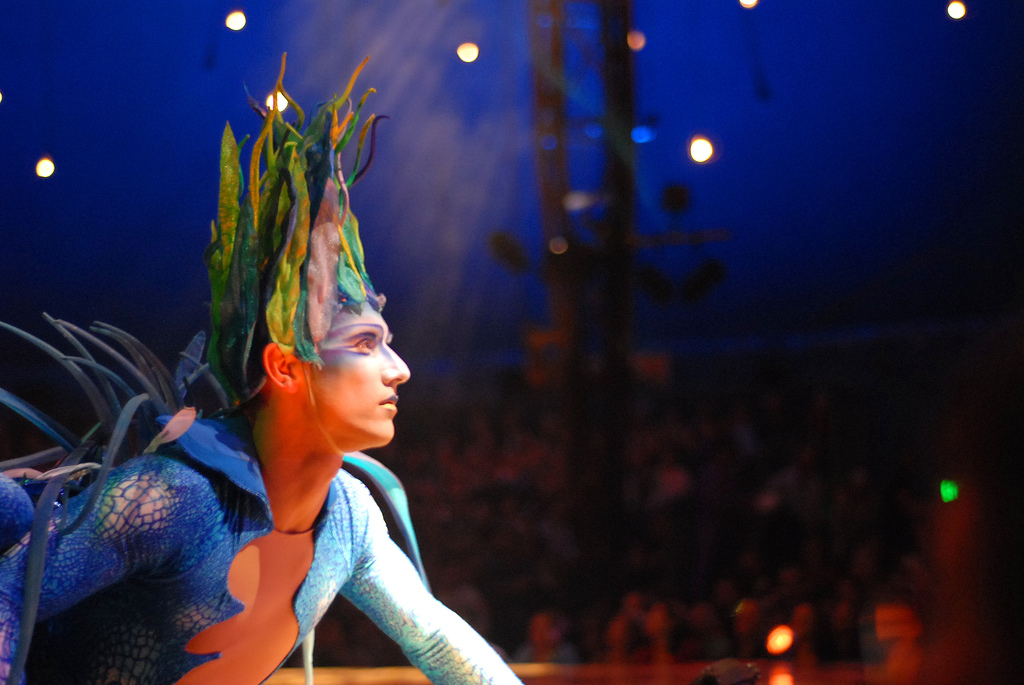
Varekai Цирка Солнца в Мельбурне

- Открытие: После того, как Ведущий и Астроном убеждаются в том, что выйти из подполья безопасно, все лесные существа начинают веселиться, петь, танцевать и демонстрировать акробатические трюки.
- Полёт Икара : С ловкостью, сноровкой и точностью Икар выполняет акробатические номера внутри огромной сети, держащей его в плену.
- Икарийские игры : Жонглирование ногами ("Икарийские игры") - один из древнейших видов циркового искусства. Лёжа на спине артисты вращают ногами партнёров.
- Водяные метеоры : Три юных артиста крутят высоко над головами верёвки с металлическими "метеорами" на концах одновременно демонстрируя акробатические трюки.
- Клоунада : Два клоуна пытаются творить волшебство, но ничего хорошего из этого не выходит. Они привлекают в помощь зрителей.
- Облако: Астроном протягивает мерцающее облако вдоль каната, где вместе Икар и Невеста. Номер поражает воображение технической сложностью.
- Тройная трапеция : На трапециях под самым куполом, четыре молодые женщины выполняют ряд поразительных акробатических трюков.
- Грузинский танец : На создание этого номера артистов вдохновили народные грузинские танцы.
- Человек-велосипед: Астроном кружит по арене с двумя огромными колёсами по бокам, дразня Ведущего и Икара.
- Скользкая поверхность : Мчась по специальной скользкой поверхности, артисты подбрасывают и ловят друг друга, создавая иллюзию фигурного катания на коньках.
- Клоунада : Клоун пытается исполнить известную песню «Не покидай меня», преследуя неуловимый луч прожектора.
- Парный танец: Двое танцоров исполняют ряд поддержек и кружатся в романтическом танце.
- Соло на костылях : Словно кукла, прихрамывая Ангел раскачивается на костылях в волнующем танце, в то время как остальные исполнители балансирую на тростях, символизируя желание Икара снова летать.
- Воздушные ремни : Диоскуры, соединённые друг с другом ремнями на запястьях, кружат вокруг Икара. На двойном ремне исполнители словно сливаются воедино, демонстрируя серию оригинальных акробатических трюков.
- Жонглирование : Жонглёр-виртуоз манипулирует трефами, большими шарами, кепками и шариками для пинг-понга руками, ногами, головой и даже ртом.
- Лампочка: Когда лампочка Ведущего гаснет, тот просит Астронома исправить это. Астроном находит это забавным и ведёт себя как безумный.
- Эквилибр : Артистка демонстрирует изящество, силу и гибкость, балансируя стоя на руках на опорах в виде коротких шестов.
- Русские качели : Раскачиваясь на двух "русских качелях" акробаты взлетают высоко в воздух, приземляясь на руки партнёров или на батут, иногда перелетая с одной качели на другую.
- Закрытие:  Все артисты выходят без головных уборов и кланяются публике.

### Эпизодический номер
- Воздушное кольцо: Вознесённая высоко над сценой или парящая в воздухе на своем кольце, юная цирковая гимнастка демонстрирует нам свою гибкость и силу.

### Закрытый номер
- Акробатическое па-де-дё : Двое влюблённых, танцуя и выполнения акробатические трюки, показывают свою любовь, доверие и уважение друг к другу.